# Dionizy (Ilijević)
Dionizy, nazwisko świeckie Ilijević (ur. 1838 w Kopilovcach, zm. 30 marca 1894 w Konstantynopolu) – serbski biskup prawosławny.

## Życiorys
Jego ojciec Ilija Ilijević był Serbem, matka, Wasiliki, Greczynką. Wychował się w duchu serbskim, wykształcenie teologiczne uzyskał jednak w greckojęzycznej szkole Patriarchatu Konstantynopolitańskiego na wyspie Chalki. W 1854 został wyświęcony na diakona, zaś rok później – na kapłana. Był dziekanem (namiestnikiem biskupim) w dekanacie Berkovicy.
W 1865 został wyświęcony na biskupa i mianowany ordynariuszem eparchii zwornicko-tuzlańskiej.  Jego praca duszpasterska była wysoko ceniona przez Synod Patriarchatu Konstantynopolitańskiego, dzięki czemu w 1868 został przeniesiony na bardziej prestiżową katedrę Dabaru i Bośni, zachowując zarząd dotychczasowej eparchii. Szybko popadł jednak w konflikt z wiernymi serbskimi z Sarajewa i w 1871 Synod pozbawił go katedry. Na prośbę dawnych współpracowników z eparchii zwornicko-tuzlańskiej wrócił w 1872 do Tuzli.
Rusofilskie poglądy Dionizego i jego silne zaangażowanie w serbski ruch narodowy sprawiły, że po rozpoczęciu okupacji Bośni i Hercegowiny przez Austro-Węgry szybko popadł w konflikt z austriacką administracją. Sprzeciwiał się wprowadzaniu do ksiąg liturgicznych formuł modlitwy za władze Austro-Węgier i zerwaniu podległości kanonicznej od Patriarchatu Konstantynopolitańskiego. W rezultacie 12 maja 1891 został zmuszony do ustąpienia z urzędu. Hierarcha wyjechał do Belgradu, stamtąd do Niszu, ostatecznie emigrował do Konstantynopola, gdzie pozostał do końca życia.